# 座間市立南中学校
座間市立南中学校 （ざましりつみなみちゅうがっこう） は、神奈川県座間市南栗原三丁目にある公立中学校。

## 沿革

### 略歴
座間市立南中学校は、1986年、座間市立東中学校および座間市立栗原中学校より分離して設立された。

### 年表
- 1986年
  - 4月1日 - 座間市立南学校として新設開校する
  - 4月3日 - 開校式
  - 10月1日 - 校旗制定（1987年に開校記念日に指定）
  - 12月15日 - 校歌制定

## 学校教育目標
- 心身共に健康で実践力ある生徒の育成
  - （知）- 学習意欲旺盛で、自主的に行動できる生徒
  - （徳）- 他を尊重し、礼儀正しい明るい生徒
  - （体）- 丈夫で、ねばり強い生徒
  - （夢）- 夢と希望を持ち、生き方を考える生徒

## 学校行事
| - 4月 始業式 - 5月 - 6月 期末試験 | - 7月 終業式 - 8月 - 9月 始業式 白樫祭 | - 10月 中間試験 体育祭 - 11月 期末試験 - 12月 終業式 | - 1月 始業式 - 2月 学年末試験 - 3月 卒業式 終業式 |

## 部活動

### 運動部
- 軟式野球
- サッカー
- バスケットボール（男女）
- 女子バレーボール
- 柔道（来年度から休部のため入部不可）
- 陸上競技
- 女子ソフトテニス

### 文化部
- 吹奏楽
- 美術
- 家庭科

## 通学区域
- 座間市
  - 栗原一部
  - さがみ野1丁目、さがみ野2丁目、さがみ野3丁目
  - 東原3丁目、東原4丁目、東原5丁目
  - 南栗原1丁目、南栗原2丁目、南栗原3丁目、南栗原4丁目、南栗原5丁目、南栗原6丁目

## 進学前小学校
- 座間市
  - 座間市立栗原小学校（一部は座間市立座間中学校・座間市立栗原中学校へ）
  - 座間市立東原小学校（一部は座間市立東中学校へ）
  - 座間市立中原小学校（一部は座間市立栗原中学校へ）

## 交通
- 相模鉄道相鉄本線さがみ野駅より徒歩10分
- 相模鉄道相鉄本線かしわ台駅より徒歩15分
- 神奈川中央交通綾76系統下栗原停留所より徒歩5分

## 関係者

### 出身者
- 佐々木翔（プロサッカー選手）
- 大江竜聖（プロ野球選手）